# Odense Gokart Hal
Odense Gokart Hal er en racinghal beliggende på Cikorievej i Odenses udkant.
I februar 1993 åbnede den gamle Odense Gokart Hal, som Danmarks første indendørs gokart bane, placeret i nogle gamle lagerhaller bag Odense Banegård.
2000 åbnede den nye Odense Gokart Hal i nye lokaler, hallen blev bygget som den eneste i Danmark 100% til Gokart. Banen har været brugt som vintertræning for Dansk Automobil Sports Union og Team Danmarks elitehold indenfor gokart.
Odense Gokart Hal ejes siden 2018 af den tidligere racerkører i blandt DTC-serien Michael Schröter.

## Banen
- Længde: 260 meter
- Højresving: 8
- Venstresving: 4
- Største bredde: 9 meter
- Mindste bredde: 6 meter
- Tophastighed: 60 km/t
- Underlag: Asfalt

## Fodnoter
|  | Denne artikel om en bygning eller et bygningsværk kan blive bedre, hvis der indsættes et (bedre) billede. Du kan hjælpe ved at afsøge Wikimedia Commons for et passende billede eller lægge et op på Wikimedia Commons med en af de tilladte licenser og indsætte det i artiklen. |

|  | Denne artikel kan blive bedre, hvis der indsættes geografiske koordinater Denne artikel omhandler et emne, som har en geografisk lokation. Du kan hjælpe ved at indsætte koordinater i wikidata. |